# Randal Oto’o
Randal Oto’o (23 de maio de 1994) é um futebolista profissional gabonense que atua como defensor.

## Carreira
Randal Oto’o fez parte do elenco da Seleção Gabonense de Futebol na Campeonato Africano das Nações de 2015.